# Proca neurobalistyczna

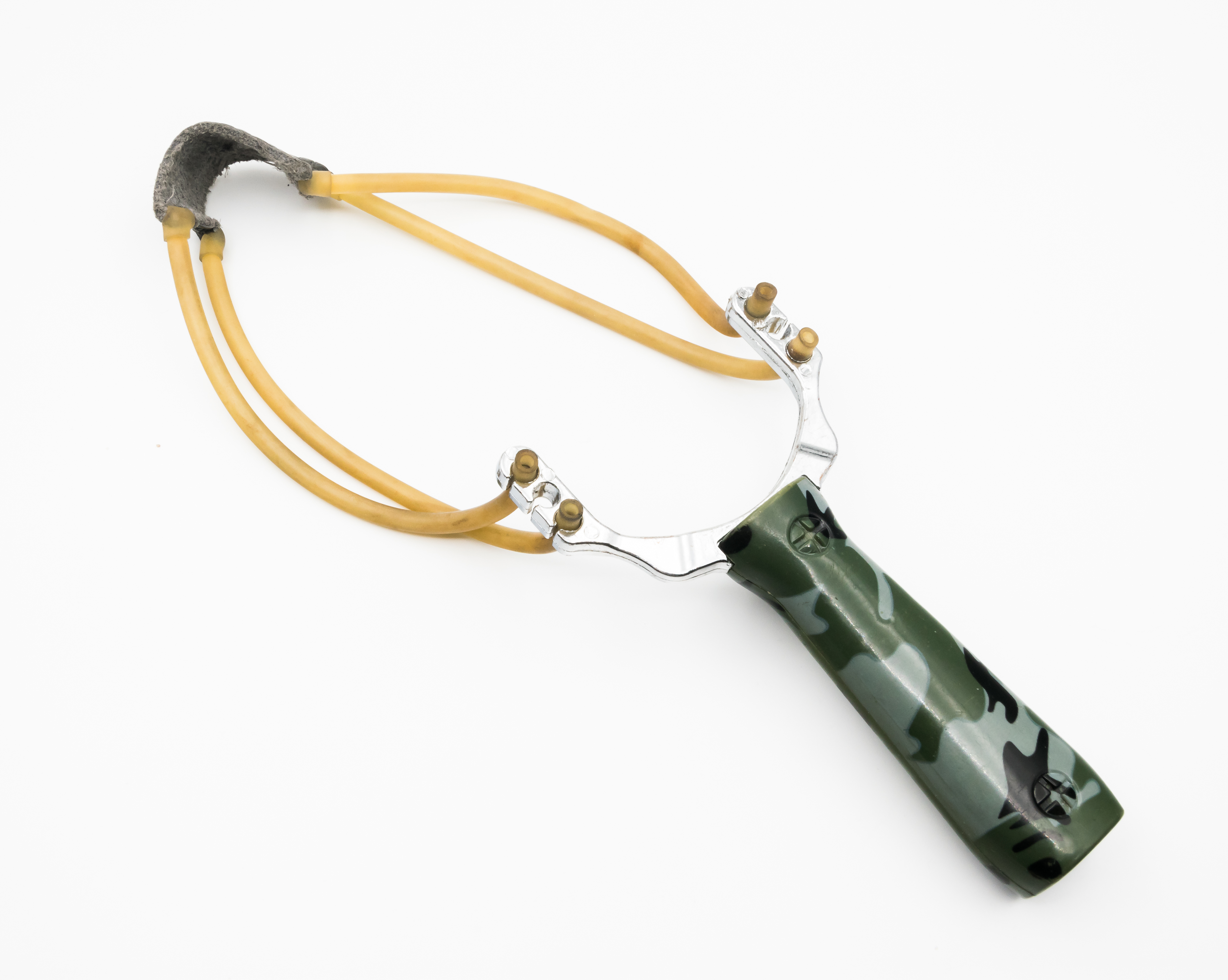
Proca neurobalistyczna

Proca katapulta lub proca neurobalistyczna to rodzaj broni miotającej. Najprostsza ręczna proca katapulta zbudowana jest z patyka w kształcie litery „Y” oraz z kawałka gumy przymocowanego do górnych jego końców. Aby strzelić, najpierw należy naciągnąć gumę z pociskiem (np. kamieniem), a następnie ją puścić.
Spotykane w handlu proce są wykonane z metalu bądź materiałów kompozytowych, często wyposażone w celowniki, a także ergonomiczne uchwyty z opieraną o przedramię przeciwwagą. Amunicją do tych proc są stalowe kulki.
Często używana przez dzieci jako zabawka. Różnego rodzaju specjalistyczne proce wykorzystywane są także w wędkarstwie do wyrzucania zanęty. 
Nie należy mylić procy katapulty z rodzajami broni o nazwach proca i katapulta.